# مانابو اوشیو
مانابو اوشیو (انگلیسی: Manabu Oshio؛ زادهٔ ۶ مهٔ ۱۹۷۸) خواننده، و بازیگر اهل ژاپن است. وی از سال ۱۹۹۷ میلادی تاکنون مشغول فعالیت بوده‌است.